# Mindszentgodisa
Mindszentgodisa (németül: Oberallerheiligen/Godischa) község Baranya vármegyében, a Hegyháti járásban.

## Fekvése
Sásd délnyugati szomszédságában fekszik, Pécstől és Kaposvártól is közel azonos távolságra, nagyjából 30-35 kilométerre; könnyen elérhető Dombóvár és Komló felől is. A közvetlenül határos települések: észak felől Palé, északkelet felől Sásd, kelet felől Oroszló, délkelet felől Bodolyabér, dél felől Kishajmás, délnyugat felől Kisbeszterce, nyugat felől Bakóca és Tormás, északnyugat felől pedig Baranyaszentgyörgy és Baranyajenő.
Közigazgatási határszéle közelében halad el a két megyeszékhelyet, Pécset és Kaposvárt összekötő 66-os főút is, de lakott területei csak a 66 102-es számú mellékúton érhetők el, ehhez Oroszlónál kell letérni a főútról a 6601-es útra, majd arról szűk egy kilométer után lekanyarodni nyugat felé. Gyümölcsény településrészre a 66 102-es útból északnyugat felé letérő 66 137-es úton lehet eljutni. A 66 102-es út végighalad Godisa, majd Felsőmindszent településrészek belterületén, majd utóbbit elhagyva még tovább folytatódik, Boródpuszta településrész érintésével Bakócáig, illetve abból ágazik ki, Boródpusztánál dél felé a Kisbesztercére vezető 66 103-as út. A többi szomszédos településsel nincs közúti összeköttetése.
Közigazgatási területének keleti szélén halad el a Budapest–Pécs-vasútvonal és a Godisa–Komló-vasútvonal közös szakasza, melynek egy megállási pontja van itt, Godisa vasútállomás; a két vonal az állomást dél felé elhagyva válik el egymástól.

## Története
A mai falu területén már kelták is letelepedtek. Egy 1542-ből származó forrásban Mynthzenth néven szerepelt, a név arra utalt, hogy a falu templomát a mindenszenteknek ajánlották. A falu a török időkben sem néptelenedett el, mint Godisa nevű szomszédja. A 18. század második felétől németek telepedtek itt le és a kihalt Godisa is újranépesedett.
Felsőmindszent és Godisa (németül: Godischa, Gudschar) egyesítéséből jött létre 1977. április 1-jén; 1979-ben csatolták hozzá a szomszédos Gyümölcsényt.
Boródpuszta településrésze elsősorban az ott folyó állattenyésztési tevékenység miatt volt jelentős: az 1950-60-as években itt működött a Tenyészállatforgalmi Gazdasági Iroda tenyészmarha-nevelő telepe és az Országos Törzskönyvezési és Utódellenőrzési Felügyelőség tenyészbikatelepe is, de a magyar nemzeti kincsnek számító gidrán lófajta tenyésztésének történetében is fontos állomásnak számít a település (ma csak olyan ló nevezhető gidránnak, amelyik vagy egy mezőhegyesi, vagy egy boródpusztai kancacsaládból származik).

## Címer leírása
Aranykeretes, négyelt, ívelt oldalú, háromszögű katonai pajzs. Jobb felső mező kék színű, amin három – felülről lefelé rövidülő, középre rendezett –, zöld szalagon öt – közepe felé kisebbedő –, arany búzakalász áll. A bal felső mező vörös, benne három – felülről lefelé rövidülő, balra rendezett –, fekete vonalon álló, szürkével fedett ezüst római katolikus templom. A templomhajón és a harangtornyon egy-egy ablak. A jobb alsó mező vörös, benne szürke és ezüst szikla lebeg, amin hasonló színű bástya áll. A bal alsó negyed kék, amin arany csoroszlya és ekevas, ezek alatt természetes színű galagonyaág lebeg. A pajzs fölött a falu neve olvasható.

## Közélete

### Polgármesterei
- 1990–1994: Bimbó István (független)[5]
- 1994–1998: Bimbó István (független)[6]
- 1998–2002: Bimbó István (független)[7]
- 2002–2006: Bimbó István (független)[8]
- 2006–2010: Bimbó István (független)[9]
- 2010–2010: Bimbó István (független)[10]
- 2011–2014: Megyeri Vilmos (Civil Mozgalom)[11][12]
- 2014–2019: Megyeri Vilmos (független)[13]
- 2019–2024: Nagy Bernadett (független)[14]
- 2024– : Nagy Bernadett (független)[1]

A településen 2011. január 16-án időközi polgármester-választást kellett tartani, mert az előző év őszén megválasztott polgármester alig több mint két hét után, közéleti jelenségekkel kapcsolatos kifogásaira hivatkozva le is mondott posztjáról.

## Népesség
A település népességének változása:
| Lakosok száma | 840  | 845  | 856  | 833  | 778  | 729  | 736  | 696  |
|               | 2013 | 2014 | 2015 | 2019 | 2021 | 2022 | 2023 | 2024 |

A 2011-es népszámlálás során a lakosok 92,7%-a magyarnak, 14,6% cigánynak, 6,2% németnek mondta magát (7,1% nem nyilatkozott; a kettős identitások miatt a végösszeg nagyobb lehet 100%-nál). A vallási megoszlás a következő volt: római katolikus 61,6%, református 3,5%, evangélikus 0,2%, felekezeten kívüli 17,6% (15,6% nem nyilatkozott).
2022-ben a lakosság 90,4%-a vallotta magát magyarnak, 17,1% cigánynak, 5,9% németnek, 0,1% horvátnak, 0,1% románnak, 2,2% egyéb, nem hazai nemzetiségűnek (8,5% nem nyilatkozott; a kettős identitások miatt a végösszeg nagyobb lehet 100%-nál). Vallásuk szerint 33,1% volt római katolikus, 2,6% református, 0,3% evangélikus, 2,1% egyéb keresztény, 1,2% egyéb katolikus, 14,8% felekezeten kívüli (45,8% nem válaszolt).